# Wolfiporia sulphurea
Wolfiporia sulphurea är en svampart som först beskrevs av Edward Angus Burt, och fick sitt nu gällande namn av Ginns 1984. Wolfiporia sulphurea ingår i släktet Wolfiporia och familjen Polyporaceae.   Inga underarter finns listade i Catalogue of Life.